# یواس‌اس المپیا (اس‌اس‌ان-۷۱۷)
یواس‌اس المپیا (اس‌اس‌ان-۷۱۷) (به انگلیسی: USS Olympia (SSN-717)) یک زیردریایی است که طول آن ۳۶۲ فوت (۱۱۰٫۳ متر) می‌باشد. این زیردریایی در سال ۱۹۸۳ ساخته شد.